# Alice Lee
Alice Lee (Minneapolis, 13 ottobre 2009) è una scacchista statunitense.
Maestro internazionale dal 2023, è stata la più giovane donna americana a conseguire quel titolo (all'età di 13 anni e 7 mesi) e la terza più giovane al mondo (dietro Judit Polgár e Kateryna Lahno). Ha raggiunto il suo più alto punteggio FIDE nel novembre del 2023, con 2406 punti Elo.

## Principali risultati
Lee ha vinto tre edizioni del campionato del mondo giovanile femminile: l'under-10 nel 2019, l'under-12 nel 2020 e nel 2021.
In aprile 2022, ancora dodicenne, raggiunse la finale della prima edizione dell'American Cup femminile, dove perse contro la veterana Irina Krush. Nell'ottobre dello stesso anno partecipò per la prima volta al campionato statunitense femminile, classificandosi quinta (su quattordici) a pari merito con Tatev Abrahamyan e Megan Lee.
All'inizio del 2023 partecipò alla PRO Chess League con i St. Louis Arch Bishops con dei risultati straordinari: vittorie contro i grandi maestri Bogdan-Daniel Deac e Matthias Bluebaum e una patta contro Hikaru Nakamura. In marzo raggiunse per la seconda volta la finale dell'American Cup femminile, e per la seconda volta venne sconfitta da Krush. In ottobre si classificò terza nel campionato statunitense femminile.
In marzo 2024 vinse per la prima volta l'American Cup femminile, trionfando finalmente su Irina Krush, incontrata in finale per la terza volta consecutiva. In ottobre ottenne un altro terzo posto nel campionato statunitense femminile.
In marzo 2025 vinse per la seconda volta l'American Cup femminile, sconfiggendo in finale Tatev Abrahamyan.
Il suo principale allenatore è il GM Dmitry Gurevich.